# Kiruna Stamell
Kiruna Stamell (Paddington, 13 marzo 1981) è un'attrice australiana.

## Biografia
Nata a Paddington, un quartiere di Sydney, alla nascita le è stata diagnosticata una forma di nanismo che le ha osteggiato il regolare sviluppo fisico. Tuttavia già all'età di tre anni  ha imparato a ballare la danza contemporanea e il tip tap. Nel 1994 ha vinto il South Pacific Silver Star Tap Dancing Championships e nel 2000 si è esibita nel tip tap all'apertura delle Olimpiadi di Sydney con i Tap Dogs. Si è appassionata al teatro e alla recitazione durante gli studi all'Università del Nuovo Galles del Sud. 
Nel 2005 si è trasferita in Inghilterra, dove ha studiato le opere teatrali shakespeariane e giacobine alla LAMDA. Ha debuttato a teatro con la Quarantine Theatre Company e la Graeae Theatre Company, quest'ultima una compagnia teatrale composta da sole persone disabili.
Stamell ha esordito nella carriera televisiva nel 2009 nel ruolo di Phoebe Tunstall nella mini serie drammatica composta da sei episodi prodotta dalla BBC All the Small Things. Si è poi esibita in EastEnders nel ruolo di Sandra Fielding e ha recitato in Cast Offs per Channel 4. Nel 2011 ha interpretato  Amy in Life's Too Short, in onda su BBC 2.
In Italia è nota al grande pubblico per aver interpretato nel 2020 Suor Badessa nella serie televisiva The New Pope scritta e diretta dal regista Paolo Sorrentino.

## Filmografia

### Cinema
- La migliore offerta, regia di Giuseppe Tornatore (2013)

### Televisione
- EastEnders – serial TV, 3 puntate (2008-2009)
- All the Small Things – serie TV, 6 episodi (2009)
- Holby City – serie TV, episodio 17x09 (2014)
- Padre Brown (Father Brown) – serie TV, episodio 3x03 (2015)
- The New Pope, regia di Paolo Sorrentino – miniserie TV, 7 puntate (2019-2020)
- Brassic – serie TV, episodio 3x02 (2021)
- The Serpent Queen – serie TV, 8 episodi (2022)
- Best Interests – serie TV, episodio 1x02 (2023)
- Doctors – serial TV, 140 puntate (2023-2024)

## Doppiatrici italiane
Nelle versioni in italiano delle opere in cui ha recitato, Kiruna Stamell è stata doppiata da:
- Tiziana Avarista ne La migliore offerta
- Perla Liberatori in The New Pope
- Gilberta Crispino in The Serpent Queen